# 卡希夫卡
49°14′8″N 33°57′56″E / 49.23556°N 33.96556°E
卡希夫卡（羅馬化：Kashchivka）2016年前名為若夫特内韋（直译：「十月」），是烏克蘭中部的村落，隸屬波爾塔瓦州的波爾塔瓦區。該村處於沃夫恰河源頭，距離布里哈迪里夫卡和奧萊尼夫卡1公里，海拔高度92米，2001年人口39。